# Begonia pulvinifera
Espèce
Begonia pulvinifera est une espèce de plantes de la famille des Begoniaceae.
Elle a été décrite en 2006 par Ching I Peng et Yan Liu (2003).